# Человек, которого нужно сжечь
«Человек, которого нужно сжечь» (итал. Un uomo da bruciare) — итальянский кинофильм 1962 года, совместная режиссёрская работа Валентино Орсини и братьев Тавиани, ставшая их первым игровым фильмом. Лента получила несколько наград Венецианского кинофестиваля: приз Пазинетти в параллельных секциях, приз «Новое кино» и приз Cinema 60.

## Сюжет
Сальваторе возвращается в родной сицилийский городок после нескольких лет, проведённых в материковой Италии. Он сразу же оказывается под особым наблюдением местной мафии, ведь до отъезда он прославился как организатор рабочего движения. Вскоре он организует захват земель мафиозного дона Кармело, а для того, чтобы закрепить этот успех, побуждает безземельный народ начать распахивать и засевать землю. Это приводит к вооружённому столкновению, в результате которого мафия якобы идет на уступки, предлагая людям устроиться на работу на свою каменоломню. Хотя Сальваторе призывает земляков продолжать борьбу дальше, никто не хочет его слушать, предпочитая довольствоваться достигнутым. Огорчённый молодой человек замыкается в себе...

## В ролях
- Джан Мария Волонте — Сальваторе
- Диди Перего — Барбара
- Тури Ферро — дон Винченцо
- Спирос Фокас — Якино
- Марина Малфатти — Вилма
- Лидия Альфонси — Франческа
- Витторио Дузе — Бастиано
- Алессандро Сперли — дон Кармело
- Джулио Джирола — врач
- Марчелла Ровена — мать Франчески